# Négropolitain
Négropolitain è un cortometraggio del 2009 diretto da Gary Pierre Victor.

## Trama
Poliziotti francesi sull'orlo di una crisi di nervi. Un giovane caraibico, Carl, è al suo primo giorno di lavoro in un commissariato di polizia, lo affidano all'esperto Alain, cinquantenne caraibico rude e violento, ormai logorato da quel lavoro e ostile a tutti gli immigrati. Tra i due non c'è comunicazione: Alain si rifiuta di parlare il 
creolo delle Antille, mentre l'altro lo insulta dandogli del négropolitain, ossia del nero francese che rifiuta le sue origini. La tensione tra colleghi si stempera il giorno in cui un loro collega bianco si spara un colpo in testa.

## Riconoscimenti
- 2009 - Semaine de la Critique
  - 7th Hohoa Award
- 2010 - Festival del cinema africano, d'Asia e America Latina di Milano
  - Premio CEM-Mondialità